# Château de Chambly (Aisne)
Pour les articles homonymes, voir Château de Chambly.
Le château de Chambly est un château situé à Bosmont-sur-Serre, en France.

## Localisation
Le château de Chambly est situé sur la commune de Bosmont-sur-Serre, dans le département de l'Aisne.

## Historique
Le monument est inscrit au titre des monuments historiques en 1966 et 1970.